# Hispellinus perotetii
Hispellinus perotetii is een keversoort uit de familie bladkevers (Chrysomelidae). De wetenschappelijke naam van de soort werd in 1861 gepubliceerd door Victor Ivanovitsch Motschulsky.